# Estación de Sosnowiec Główny
La estación de ferrocarril de Sosnowiec Główny es el principal estaciones de ferrocarril de Sosnowiec (Voivodato de Silesia, Polonia). La estación se encuentra a unos 9 km al este de la estación de Katowice . A partir de 2022, es atendido por Polregio (servicios locales e InterRegio) y PKP Intercity (servicios EIP, InterCity y TLK).
La estación de tren se estableció el 24 de agosto de 1859 como parte de la conexión del Ferrocarril Varsovia-Viena y el Ferrocarril de la Alta Silesia como estación fronteriza, que con el tiempo dio origen a la ciudad de Sosnowiec. El edificio de la estación tiene la categoría de monumento patrimonial y su creación dio lugar al desarrollo de la ciudad

## Servicios de tren
The station is served by the following service(s):
- Servicios Express Intercity Premium (EIP) Varsovia-Katowice-Bielsko-Biała
- Servicios Express Intercity Premium (EIP) Gdynia-Varsovia-Katowice-Gliwice / Bielsko-Biała
- Servicios Intercity (IC) Varsovia-Częstochowa-Katowice-Bielsko-Biała[2]
- Servicios Intercity (IC) Białystok-Varsovia-Częstochowa-Katowice-Bielsko-Biała[3]
- Servicios Intercity (IC) Gdynia-Gdańsk-Bydgoszcz-Toruń-Kutno-Łódź-Częstochowa-Katowice-Bielsko-Biała[4]
- Servicios Intercity (IC) Olsztyn-Varsovia-Skierniewice-Częstochowa-Katowice-Bielsko-Biała[5]
- Servicios Intercity (IC) Olsztyn-Varsovia-Skierniewice-Częstochowa-Katowice-Gliwice-Racibórz[6]
- Servicio Regional (KŚ)  S1  Gliwice – Zabrze - Katowice – Zawiercie - Częstochowa
- Servicios regionales (KŚ)  S41  Tychy - Katowice - Będzin - Dąbrowa Górnicza - Zawiercie - Częstochowa